# Citricultura

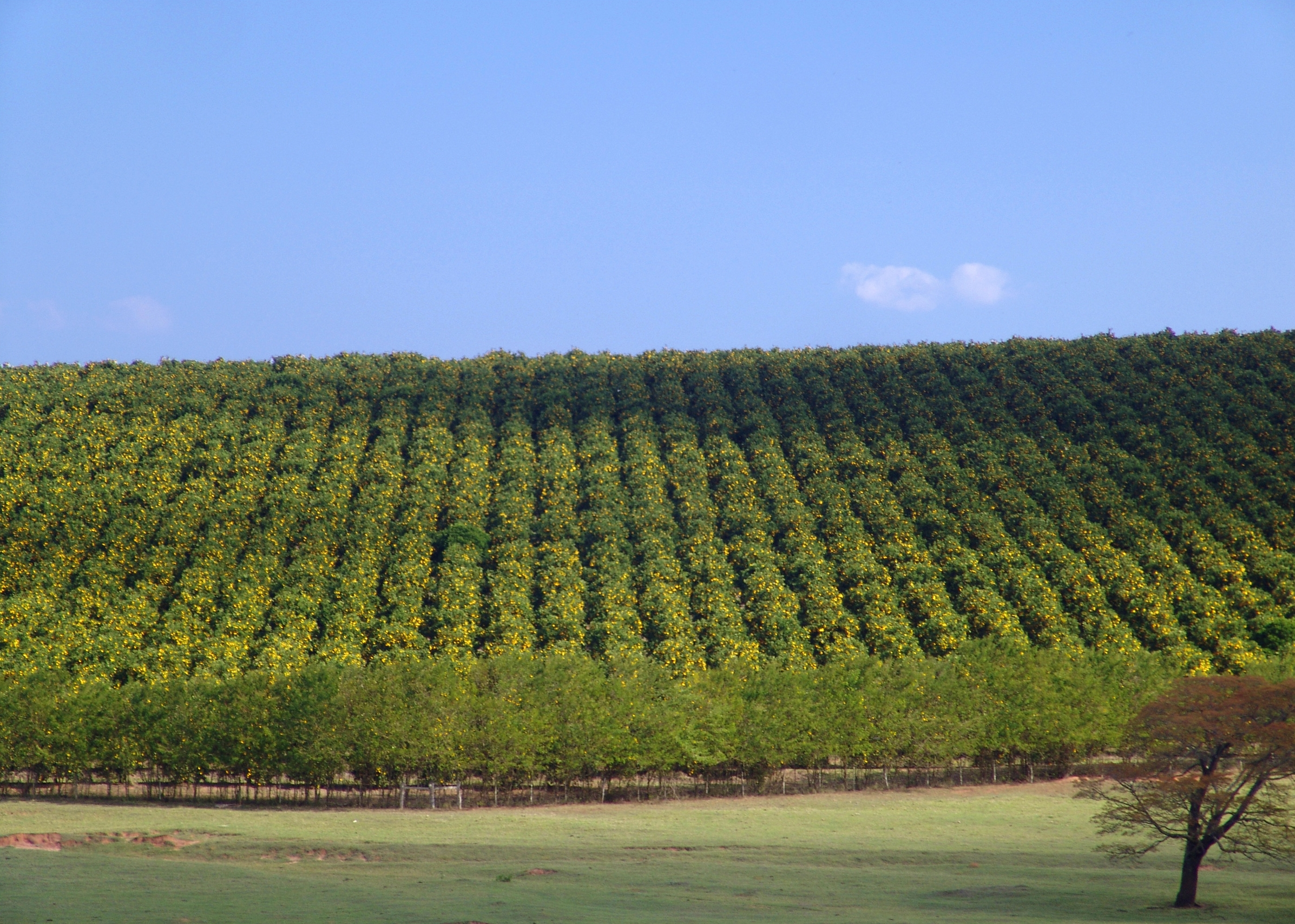
Laranjal em Avaré.

A citricultura é um ramo tradicional da fruticultura de grande relevância econômica e social em diversas partes do mundo. Abrange o cultivo ou plantação de frutas cítricas, tais como laranjas, limões, tangerinas e toranjas.
Segundo a Embrapa (Empresa Brasileira de Pesquisa Agropecuária): "[...] a citricultura é uma das atividades agrícolas de maior relevância no mundo, destacando-se entre as espécies frutíferas, como a mais importante, tendo superado as culturas da banana, uva e maçã". 
Historicamente, o cultivo e exploração alimentícia das variedades citrícolas remonta à Antiguidade, tendo provavelmente se originado no sul da Ásia, de onde a maioria das linhagens selvagens de citros partiram.

## Maiores produtores

Regiões geográficas com a maior produtividade de citros atual.

A citricultura é uma indústria bilionária, com o Brasil sendo um dos principais produtores e exportadores de suco de laranja do mundo. A produção se destina tanto ao consumo de frutas frescas quanto ao processamento industrial, principalmente para a fabricação de sucos, concentrados, óleos essenciais e pectina. A cadeia de valor da citricultura envolve desde o pequeno produtor rural até grandes indústrias de processamento e empresas de logística. A flutuação de preços no mercado internacional, as condições climáticas e as exigências sanitárias dos países importadores são fatores que afetam a economia do setor.
Os dados mais recentes mostram que os 10 maiores produtores de laranja do mundo são:
1. Brasil: O Brasil é o maior produtor internacional de laranja e, principalmente, de suco de laranja, com cerca de 29% da produção mundial. A maior parte dessa produção é destinada ao processamento para a exportação.
2. China: Com aproximadamente 17% da produção global, a China é um grande player, mas seu foco é principalmente no consumo interno.
3. União Europeia: A UE, em especial a Espanha, contribui com cerca de 13% da produção mundial.
4. México: O México é um importante produtor, respondendo por cerca de 11% do total global.
5. Egito: Com 8% da produção, o Egito é um grande exportador de frutas frescas.
6. Estados Unidos: A produção de laranja nos EUA, concentrada na Flórida e na Califórnia, representa cerca de 5% da produção mundial.
7. África do Sul: Responsável por 4% da produção, a África do Sul se destaca como um grande exportador de frutas frescas para a Europa e outros mercados.
8. Turquia: Também com cerca de 4% da produção.
9. Vietnã: Também contribui com aproximadamente 4% do total global.
10. Marrocos: O Marrocos responde por cerca de 2% da produção mundial.

### Alguns dados por culturas citrícolas:

#### Laranja
Segundo o Conab (p. 5) a produção de laranja entre 2016 e 2017, foi: 
| País           | Produção (tonelada) |
| Brasil         | 18.197              |
| Estados Unidos | 4.182               |
| México         | 4.375               |
| União Européia | 6.050               |
| China          | 6.200               |

Valor da Indústria de Suco: A indústria de suco de laranja é um dos segmentos mais valiosos da citricultura. O Brasil, em particular, domina o mercado global de exportação de suco, com empresas como a Citrosuco sendo líderes mundiais. As cotações do suco de laranja concentrado e congelado (FCOJ) são negociadas em bolsas de mercadorias, como a ICE Futures U.S. Os preços têm sido voláteis, mas em 2023, atingiram patamares recordes, impulsionados pela baixa oferta global e pelos baixos estoques nas indústrias processadoras. A cultura de beber suco de laranja no café da manhã se consolidou em muitos países, especialmente nos Estados Unidos e na Europa. A indústria brasileira de suco de laranja, por exemplo, exporta cerca de 98% de sua produção, o que demonstra a força desse hábito de consumo em mercados internacionais.

#### Limão
Paulo Lipp João estimou a produção de limão em 2018 como abaixo: 
| País      | Produção (tonelada) |
| Índia     | 2.798               |
| México    | 2.429               |
| China     | 2.392               |
| Argentina | 1.678               |
| Brasil    | 1.262               |

O valor de mercado dos limões é significantemente menor do que o das laranjas, principalmente pelo fato do suco de limão ser extremamente ácido. Pura, a bebida é quase intragável para a maioria das pessoas, e por isso, é raramente consumido como suco e é mais utilizado como ingrediente para adicionar sabor, acidez ou aroma a outras bebidas e pratos, como limonadas, molhos, drinques e temperos.

## Desafios do Setor
O mercado de citros é influenciado por uma série de fatores, como a oferta e a demanda, as condições climáticas e a ocorrência de doenças, como o greening, que tem devastado pomares em todo o mundo. A citricultura enfrenta desafios significativos, como as flutuações de preços, as barreiras tarifárias e o impacto do clima. 
Os números e dados são dinâmicos e podem variar a cada nova safra. O mercado de citros, como muitos outros setores agrícolas, é sensível às mudanças climáticas e geopolíticas. Em 2025, a notícia sobre uma possível nova tarifa de 50% sobre o suco de laranja brasileiro que seria aplicada pelos Estados Unidos é um exemplo de como a política comercial pode afetar drasticamente o valor de mercado de um setor.